# بوتورلینوفکا
شهر بوتورلینوفکا (به روسی: Бутурлиновка) در کشور روسیه و در اوبلاست وورونژ واقع شده‌است.

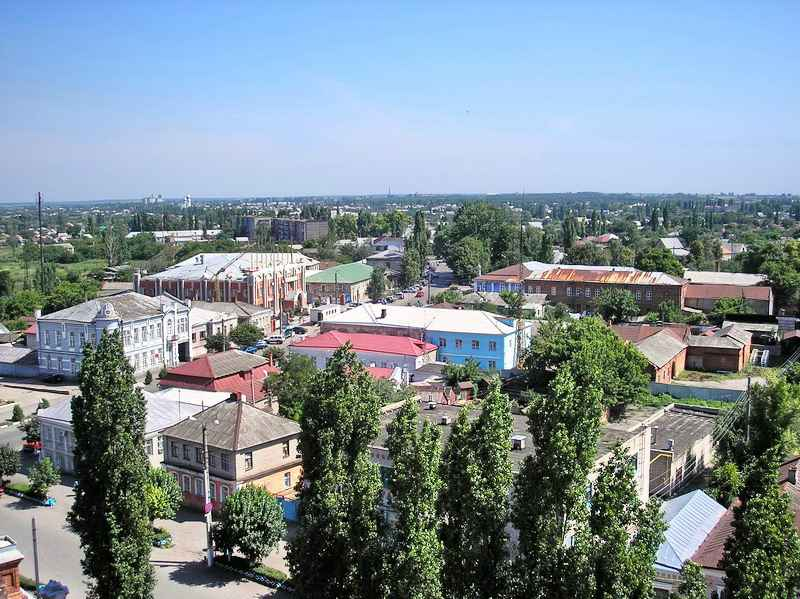